# Pere Pons i Clar
Pere Pons i Clar (Santanyí, Mallorca, 1946) és un professor de català, editor i escriptor mallorquí resident a Catalunya. Estudià Magisteri, Professorat Mercantil, Turisme i Filosofia i Lletres.
Ha escrit llibres com L'Estret del Temps, Crispetes per la Norma Schweizer, Quan tot comença i Hola, em dic Pere.
Pere Pons ha estat guanyador en dues ocasions, l'any 1990 i 2006, del Premi Gran Angular de literatura juvenil per les obres L'estret del Temps i Quan tot comença, respectivament.